# Iamara
Iamara je rijeka u Venezueli. Pritoka je rijeke Ventuari i pripada porječju rijeke Orinoco.